# Amarnas
Amarnas (în arabă أمرناس) este o comună din provincia Sidi Bel Abbès, Algeria.
Populația comunei este de 11.293 de locuitori (2008).